# Anthepiscopus antipodus
Anthepiscopus antipodus är en tvåvingeart som beskrevs av Mario Bezzi 1904. Anthepiscopus antipodus ingår i släktet Anthepiscopus, ordningen tvåvingar, klassen egentliga insekter, fylumet leddjur och riket djur. Inga underarter finns listade i Catalogue of Life.